# USS LST-738
O USS LST-738 foi um navio de guerra norte-americano da classe LST que operou durante a Segunda Guerra Mundial.